# Beckers (geslacht)
Beckers (ook: Beckers-Vieujant) is een sinds 1996 tot de Belgische adel behorend geslacht.

## Geschiedenis
Op 9 oktober 1996 werd ir. Guy Beckers (1924-2020), onder andere voorzitter en gedelegeerd bestuurder van Delhaize De Leeuw, verheven in de erfelijke Belgische adel met de persoonlijke titel van ridder. 
In 2012 verkreeg zijn zoon Pierre-Olivier Beckers-Vieujant vergunning voor hem en zijn nageslacht de naam Beckers-Vieujant aan te nemen, naar zijn moeder Denise Vieujant (1929-2018), kleindochter van een van de stichters van Delhaize De Leeuw. In 2013 verkreeg hij de persoonlijke titel van baron.
Behalve de geadelde en zijn zoon dragen de andere telgen de titel van jonkheer/jonkvrouw. Anno 2017 leefden er zes mannelijke telgen (geboren in 1924, 1960, 1986, 1988, 1990 en 2016).

## Enkele telgen
- Guy ridder Beckers (25 juli 1924 - 4 juli 2020), bestuurder van onder andere Delhaize De Leeuw; trouwde in 1948 met Denise Vieujant (1929-2018), kleindochter van een van de stichters van Delhaize De Leeuw.
- Pierre-Olivier baron Beckers-Vieujant MBA (1960), afgevaardigd bestuurder van onder andere Delhaize De Leeuw, voorzitter van het Belgisch Olympisch en Interfederaal Comité, lid van het Internationaal Olympisch Comité en, sinds het overlijden van zijn vader, familiehoofd.